# Edward L. Shaughnessy
Pour les articles homonymes, voir Shaughnessy.
Edward Louis Shaughnessy, né le 29 juillet 1952, est un sinologue, érudit et pédagogue américain, connu pour ses études sur les débuts de l'histoire chinoise, en particulier la dynastie Zhou, et ses études sur le Yi Jing (易經).

## Biographie
Edward Shaughnessy fréquente l'université de Notre-Dame en tant qu'étudiant de premier cycle, obtenant en 1974 un Baccalauréat universitaire en lettres (BA) en théologie, après quoi il étudie le chinois à Taiwan et le japonais à Kyoto, au Japon. À l'université Stanford, il fait ensuite des études supérieures en langues asiatiques, où il obtient son doctorat en 1983 avec une thèse intitulée The Composition of the 'Zhouyi'. Après avoir obtenu son doctorat, Shaughnessy rejoint la faculté du Département des langues et civilisations de l'Asie de l'Est à l'université de Chicago, où il est professeur émérite Lorraine J. et Herrlee G. Creel en études de la Chine antique.
L'épouse de Shaughnessy, Elena Valussi, qui enseigne à l'université Loyola de Chicago, est une spécialiste italienne de l'histoire de l'Asie de l'Est. Le couple a deux enfants.

## Publications (sélection)
- Edward L. Shaughnessy, (1983). "The Composition of the Zhouyi". Ph.D. dissertation (Stanford University).
- Shaughnessy, « On the Authenticity of the Bamboo Annals », Harvard Journal of Asiatic Studies, vol. 46, no 1,‎ 1986, p. 149–180 (DOI 10.2307/2719078, JSTOR 2719078)
- Edward L. Shaughnessy, Sources of Western Zhou History: Inscribed Bronze Vessels, Berkeley, University of California Press, 1992 (ISBN 0-520-07028-3, lire en ligne)
- Shaughnessy, « A First Reading of the Mawangdui Yijing Manuscript », Early China, vol. 19,‎ 1994
- Edward L. Shaughnessy, Before Confucius: Studies in the Creation of the Chinese Classics, Albany, State University of New York Press, coll. « SUNY Series in Chinese Philosophy and Culture », 1997 (ISBN 0-791-43378-1)
- Edward L. Shaughnessy, I Ching: the Classic of Changes, New York, Ballantyne Books, 1997 (ISBN 0-345-36243-8)
- Edward L. Shaughnessy, ed. (1997). New Sources of Early Chinese History: An Introduction to the Reading of Inscriptions and Manuscripts. Early China Monograph Series 3. Berkeley: Society for the Study of Early China; Institute for East Asian Studies, University of California Berkeley.  (ISBN 1-55729-058-X)
- Edward L. Shaughnessy; Loewe, Michael, eds. (1999). The Cambridge History of Ancient China, Cambridge : Cambridge University Press.  (ISBN 978-0-521-47030-8)
- Edward L. Shaughnessy, ed. (2005). China: Empire and Civilization. Oxford : Oxford University Press.  (ISBN 0-19-518287-1)
- Edward L. Shaughnessy, Rewriting Early Chinese Texts, Albany, State University of New York Press, 2006 (ISBN 0-7914-6643-4)
- Edward L. Shaughnessy, Unearthing the Changes: Recently Discovered Manuscripts of the Yi Jing (I Ching) and Related Texts, New York, Columbia University Press, coll. « Translations from the Asian Classics », 2014 (ISBN 978-0231161848)